# Zachariasz Dziewoński
 Zachariasz Dziewoński (ur. 1802 – zm. 1872) – polski lekarz (chirurg), major wojsk polskich z powstania listopadowego, żołnierz legii cudzoziemskiej.

## Życiorys
Zachariasz Dziewoński urodził się w 1802 w Czerwonym Dworze na Litwie.
Gimnazjum i studia medyczne ukończył w Wilnie. Tytuł doktora uzyskał w 1830.
Wziął czynny udział w powstaniu listopadowym, był chirurgiem w randze majora w 25 Pułku Piechoty Liniowej. Po upadku powstania udał się na emigrację do Francji. Do Paryża przybył w sierpniu 1832. Około 1840 wstąpił do Legii Cudzoziemskiej – jego pułk stacjonował w Bougie w Algierii. Walczył we wszystkich afrykańskich kampaniach legii w latach 1840-1853.
Podczas wojny krymskiej służył w 68 Pułku Piechoty Liniowej.
Po wojnie powrócił do Afryki. Był człowiekiem powszechnie szanowanym, bezinteresownym, chętnie niosącym pomoc chorym. Szczególnie zaangażował się w zwalczanie epidemii cholery w Algierze w 1866 – otrzymał wtedy jako dowód wdzięczności szpadę honorową wysadzaną drogimi kamieniami. W podobny sposób został uhonorowany przez mieszkańców miasta Sidi-Bel-Aby.
Dziewoński był starszym lekarzem I-klasy w 4 pułku artylerii. Został odznaczony krzyżem kawaleryjskim Legii Honorowej.
Związany z Algierem, w sprawy polskie nie angażował się. Jego żona była Francuzką. Ich dwoje dzieci bardzo słabo mówiły w języku polskim.
Zachariasz Dziewoński zmarł 5 marca 1872 w Oranie.